# Kevin Smit
Kevin Jan Smit (* 6. April 1991 in Oldenburg) ist ein deutscher Basketballspieler. Er wird auf der Position des Spielmachers eingesetzt und gehört seit 2021 zur zweiten Herrenmannschaft des SC Rasta Vechta.

## Laufbahn
Smits Vater Holger spielte lange in der Herrenmannschaft des Oldenburger TB und auch Smit der Jüngere begann seine Basketballkarriere beim OTB. Er durchlief die Jugendabteilung und stand ab 2009 im Regionalliga-Kader sowie ab 2011 zusätzlich im Bundesliga-Aufgebot der EWE Baskets Oldenburg. Sein Debüt in der Basketball-Bundesliga gab Smit am 8. Oktober 2011 gegen BBC Bayreuth.
Den Durchbruch in Oldenburgs Bundesligamannschaft schaffte er in den folgenden Jahren zwar nicht, er war jedoch Führungsspieler beim OTB, mit dem er 2012 Meister der ersten Regionalliga Nord sowie 2014 unter geändertem Namen (Baskets Akademie Weser-Ems / Oldenburger TB) Meister der 2. Bundesliga ProB wurde. Nach dem Titelgewinn wechselte Smit zur Saison 2014/15 zum SC Rasta Vechta in die 2. Bundesliga ProA. Nach einem Jahr in Vechta entschloss er sich zum Wechsel innerhalb der Liga und ging 2015 zu den Gladiators Trier.
2021 ging er nach Vechta zurück und schloss sich der zweiten Mannschaft des SC Rasta in der Regionalliga an. 2022 stieg er mit Vechta II in die 2. Bundesliga ProB auf. 2023 gelang der Aufstieg in die 2. Bundesliga ProA. Da Smit als Aushilfe auch einige Einsätze in der ersten Mannschaft des Vereins (2. Bundesliga ProA) erhielt, war er in der Saison 2022/23 zusätzlich am Bundesliga-Aufstieg beteiligt.